# (I'm) Stranded
(I'm) Stranded è l'album di debutto dei The Saints, pubblicato nel 1977.

## Tracce
1. (I'm) Stranded - 3:33
2. One Way Street - 2:56
3. Wild About You - 2:36
4. Messin' With the Kid - 5:55
5. Erotic Neurotic - 4:07
6. No Time - 2:48
7. Kissin' Cousins - 2:00
8. Story of Love - 3:12
9. Demolition Girl - 1:42
10. Nights In Venice - 5:41

### Versione 2007
Nel 2007 (I'm) Stranded è stato ristampato con diverse bonus track, incluso l'EP One Two Three Four.
1. Untitled (outtake From (I'm) Stranded)
2. This Perfect Day (versione singolo)
3. L-i-e-s
4. Do the Robot
5. Lipstick on Your Collar (da One Two Three Four)
6. One Way Street (da One Two Three Four)
7. Demolition Girl (da One Two Three Four)
8. River Deep Mountain High (da One Two Three Four)